# Прапор Малопольського воєводства
На прапорі Малопольського воєводства зображено білу широку смугу над широкою червоною смугою, розділену вужчою жовтою (золотою) смугою. 
Прапор був прийнятий 24 травня 1999 року.